# 归州 (辽朝)
归州，辽朝时设置州。
天显元年（926年）将渤海國降户设置归州，保宁八年以后，废除。统和二十九年（1011年）遼國讨伐高丽，将新罗（高丽国的主体民族新罗人）降户，设归州观察和宁州，治所在归胜縣（今辽宁省盖州市西南88里归州街道归州村）。辽末金初，归州被废除。